# Stefan Eicker
Stefan Eicker (* 1960) ist ein deutscher Wirtschaftsinformatiker und Professor für Wirtschaftsinformatik und Softwaretechnik an der Universität Duisburg-Essen.

## Karriere
Eicker studierte Informatik an der Universität Dortmund sowie Wirtschaftswissenschaften an der Fernuniversität in Hagen. Von 1985 bis 1990 war er Wissenschaftlicher Mitarbeiter am Lehrstuhl für Wirtschaftsinformatik des Fachbereichs Wirtschafts- und Sozialwissenschaften der Universität Dortmund. Es folgte eine Tätigkeit als Geschäftsführer und Akademischer (Ober-)rat des Instituts für Wirtschaftsinformatik der Westfälischen Wilhelms-Universität in Münster (1990–1995). In diesem Zeitraum absolvierte er seine Promotion zum Thema Das IV-Dictionary als Werkzeug zur Verwaltung der betrieblichen Metadaten (1992). 1995/96 übernahm der die kommissarische Leitung des Lehrstuhls für Wirtschaftsinformatik der Universität Münster und 1996/97 die Vertretung der Professur Wirtschaftsinformatik, insbesondere betriebliche Kommunikationssysteme an der Universität Essen. 1997 habilitierte Eicker zum Dr. rer. pol. habil. an der Europa-Universität Viadrina in Frankfurt (Oder). Im November 1997 folgte die Berufung zum Professor für Wirtschaftsinformatik, insbesondere betriebliche Kommunikationssysteme an der Universität Essen. Von Oktober 2003 bis Juli 2004 war er Lehrbeauftragter an der Technischen Universität Clausthal. 2004 erhielt Eicker die Berufung zum Professor für Wirtschaftsinformatik und Softwaretechnik an der Universität Duisburg-Essen.
Eicker ist Leiter der Special Interest Group für Software-Produktmanagement der Gesellschaft für Informatik (GI) und Mitbegründer der Internationalen Tagung Wirtschaftsinformatik. Seine Arbeitsschwerpunkte sind:
- Softwareentwicklung
- Softwareproduktmanagement
- Software-Reengineering
- IT-Service Management
- Privacy und Trust für Communities

## Schriften (Monografien)
- Management der Ressource "Daten" im Unternehmen unter besonderer Berücksichtigung der integrationsorientierten Datendokumentation. Habilitation, Frankfurt (Oder) 1997.
- IV-Dictionary – Konzepte zur Verwaltung der betrieblichen Metadaten, Reihe "Studien zur Wirtschaftsinformatik", W. de Gruyter, Berlin et al. 1994. (ISBN 3-11-014149-3)

## Auszeichnungen
- Preis für hochschuldidaktische Innovationen in der Lehrpraxis 2014